# 장미 (성우)
장미(1987년 10월 31일 ~ )는 대한민국의 성우로, 2015년 대원방송 성우극회 공채 6기로 입사했다.

## 출연 작품

### 애니메이션
- 달의 요정 세일러문 세일러 스타즈 - 세일러 갤럭시아, 꼬마 또또, 한유빈, 데이지(19화)
- 듀비카 - 소월, 이찬
- 소년탐정 김전일 R 2기 - 유키미네 미사, 쿠모사와 나츠키, 간호사, 키리타니 린
- 에버 애프터 하이 - 여자 내레이션, 브라이어 뷰티, 진저 브레드하우스, 체셔 고양이
- 역전재판 - 하나카 노도카
- 오소마츠 6쌍둥이 - 하타보, 하시모토 냐
- 원피스 Original 15기 마린포드 편 PART 2 - 사보 엄마
- 2016~2018년 원피스 NEW - 캐럿, 에포니
- 나의 히어로 아카데미아 - 아스이 츠유, 마운트 레이디
- 내 친구 호비 - 하나, 파드, 몽몽이, 페로 엄마
- 심쿵! 프리큐어 - 아이, 앤 공주, 하루(5화)
- 12영웅전사 - 치치
- 포켓몬스터 W - 기타 배역
- 해피니스 프리큐어 - 사나래, 담임선생님, 하린, 세영, 배주희 할머니, 지은, 메르시, 부회장
- 케모노 프렌즈 - 수리부엉이, 짧은부리참돌고래
- 플랜더스의 개 - 해설
- 엄마 찾아 삼천리 - 안나 로시
- 톰 소여의 모험 - 허크
- 라푼젤 시리즈 - 기타 배역
- 학원 베이비시터즈 - 쿠마츠카 키린
- 호빵맨 - 짤랑이, 토순이
- 멋쟁이 낸시 클랜시 - 조조 클랜시, 라이오넬 , 론다
- 헬로 카봇 쿵 - 아르케쿵
- 신비한 개구리 나라 앰피비아 - 폴리, 마시
- 마법사 프리큐어! - 우사미/큐어 휘프
- 퍼피독 친구들 - 롤리
- 일하는 세포 - 황색 포도상 구균, 혈소판(뒤로모자)
- 아기를 부탁해! 토츠 - 에이바
- 반짝이는☆프리채널 2기 - 세린
- 반짝이는☆프리채널 3기 - 앨리스
- 몬스터 근무일지 - 발 리틀
- 원피스 (만화) NEW 무사의 나라 편 - 코즈키 토키
- SPY×FAMILY - 베키 블랙벨, 유리 브라이어(어린 시절)
- 반짝반짝 캐치! 티니핑 - 주네핑
- 고둥둥심포니 샤루밍, 트라하씽, 아울쓰리
- 매직팬던트 대모험 - 효리
- 시골소녀 폴리아나 - 폴리아나
- 위시캣 - 아이냥
- 크리켓팡 2기
- 차징 탑스피너 - 선아
- 키프 - 메리 번스
- 포켓몬스터 테라파고스의 빛 - 산호
- 포켓몬스터 테라스탈 데뷔 - 산호
- 포켓몬스터 레쿠쟈 라이징 - 산호
- 부탁해요! 포코타 이장님 - 코코, 아루
- 귀멸의 칼날 - 칸자키 아오이
- 지구의 주인은 고양이다 (KBS) - 내롱

### OST
- 부탁해요! 포코타 이장님 오프닝 포코포코 포코타
- 부탁해요! 포코타 이장님 엔딩 집으로 가는 길
- 부탁해요! 포코타 이장님 삽입곡 러브라이팅 장미, 이새아

### 극장용 애니메이션
- 극장판 도라에몽: 신 진구의 우주개척사 - 차미
- 극장판 도라에몽: 신 진구의 버스 오브 재팬 - 페가수스
- 극장판 프리큐어 올스타즈 NEW STAGE 2 마음의 친구 - 엔엔
- 극장판 달의 요정 세일러문 R - 달리안
- 극장판 달의 요정 세일러문 S - 스노우 댄서
- 극장판 달의 요정 세일러문 SuperS - 본본 베이비즈
- 짱구는 못말려 극장판: 폭풍수면! 꿈꾸는 세계 대돌격 - 한수연
- 토이 스토리 4 - 개비 개비
- 겨울왕국 2 - 이두나(아렌델의 왕비)
- 소울 - 드리머윈드, 농구 아나운서, 미호
- 장화신은 고양이: 끝내주는 모험 - 골디락스
- 어메이징 모리스
- 위시 - 할
- 엘리오 - 투라이스 대사, 우우우

### 특촬물
- 파워레인저 닌자포스
- 파워레인저 애니멀포스 - 세라 / 샤크레인저

### 게임
- 나와 그녀와 그녀와 그녀의 건전하지 못한 관계 - 한가련
- 미래세계의 맹인 - 초현
- 썸썸편의점 - 아델라
- 쿠키런: 킹덤 - 양파맛쿠키
- 로드 오브 히어로즈 - 샬롯 그레이스
- 원신 - 장생

### 오디오 드라마
- 룬의 아이들 윈터러 - 로즈니스 다 벨노어

### 외화
- 무파사: 라이온 킹 - 아쿠아(조아나 존스) / 사라피나(도미니크 제닝스)
- 크루엘라 - 어린 아니타(플로리 카마라)

## 기타
대한민국 성우 중 유일하게 외자 이름이다.